# Опель, Фриц фон

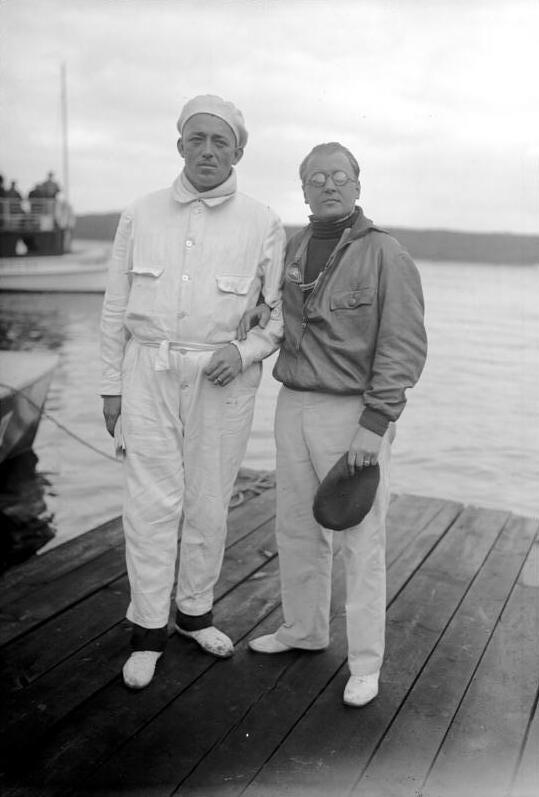
Фриц фон Опель (справа) на гонке моторных лодок на озере Templiner See, июнь 1928

Фриц Опель, с 1917 года — фон Опель (нем. Fritz von Opel; 4 мая 1899, Рюссельхайм (Main) — 8 апреля 1971, Санкт-Мориц, Самедан) — немецкий промышленник, мотогонщик, один из пионеров в области ракетной техники. Прозвище — Raketen-Fritz. Внук Адама Опеля, производителя швейных машин и велосипедов, основателя компании «Опель».

## Биография
Родился в Рюссельсхайме. Образование получил в Техническом университете Дармштадта. 
После окончания школы был назначен в компанию Opel директором тестирования, а также поставлен во главе отдела рекламы. 
В 1920 году заинтересовался использованием ракет в рекламных трюках для компании и обратился за консультацией к Максу Валье из Общества межпланетных сообщений (de:Verein für Raumschiffahrt, VFR) и Фридриху Зандеру, производителю пиротехники из Бремерхафена.
15 марта 1928 года фон Опель испытал свой автомобиль с ракетным двигателем, достигнув максимальной скорости 75 км/ч. Менее чем через два месяца он достиг скорости 230 км/ч.
В 1928—1929 гг. работал, вместе с Валье, над рядом ракетных автомобилей и самолётов. Для фон Опеля это было способом разрекламировать компанию «Опель», а для Валье — способ привлечь в обществе внимание к ракетной технике.
Позже в том же году Опель купил планёр Ente (от нем. утка) и добавил к нему ракетных двигателей, создав 11 июня  реактивный самолёт, который был одним из первых в мире. 
Первый полёт самолёта на реактивном двигателе — Opel RAK.1 —  состоялся недалеко от Франкфурта-на-Майне 30 сентября 1929 года. Самолёт взорвался во время своего второго испытательного полёта. 
На следующем самолёте Опель летал во Франкфурте-на-Майне 30 сентября 1929 года. RAK.3, оснащённый ракетным двигателем, достигнув скорости 254 км/ч, также потерпел крушение.
Кроме этого, в 1928 году Опель построил и провёл тестирование мотоцикла с ракетным двигателем.
В 1929 году Опель покинул компанию «Опель» и выехал из Германии.
30 сентября 1929 года на аэродроме в Липецке в СССР, где находилась секретная школа для подготовки немецких пилотов, Фриц фон Опель на планере с ракетным двигателем пролетел свыше 1800 метров, развив скорость 160 км/ч.
Опель был одним из участников секретной встречи Гитлера с промышленниками 20 февраля 1933 года.
25 апреля 1940 года фон Опель был снят с итальянского лайнера британскими властями в Гибралтаре. После задержания в Гибралтаре, длившегося в течение 16 дней, ему было разрешено отправиться в США.
С 1947 года был женат на Эмите Эрран Олосаге (Emita Herran Olózaga, 1913—1967). Отец пилота «Формулы-1» Рикки фон Опеля.
Умер в Санкт-Морице в Швейцарии.